# 데이브 킷슨
데이비드 배리 킷슨(영어: David Barry Kitson, 1980년 1월 21일 ~ )은 잉글랜드의 전 축구 선수로, 과거 동화같은 축구 인생으로 주목을 받았던 신데렐라 스토리의 주인공이다.